# Černava (Wysoki Jesionik)
Černava (historyczna nazwa niem. Schwarz Küppel, cz. Bok) – szczyt (góra) o wysokości 1103 m n.p.m. (podawana jest też wysokość 1102 m n.p.m. , 1102,9 m n.p.m.  lub 1103,0 m n.p.m. ), w paśmie górskim Wysokiego Jesionika (cz. Hrubý Jeseník), w północno-wschodnich Czechach, w Sudetach Wschodnich, na Morawach, w obrębie gminy Ostružná, blisko osady Ramzová, oddalony o około 15,2 km na północny zachód od szczytu góry Pradziad (cz. Praděd). Rozległość góry (powierzchnia stoków) szacowana jest na około 5,7 km², a średnie nachylenie wszystkich stoków wynosi około 12°.

## Charakterystyka

### Lokalizacja
Góra Černava położona jest w północnym rejonie całego pasma Wysokiego Jesionika, leżąca w części Wysokiego Jesionika, w północno-zachodnim obszarze (mikroregionu) o nazwie Masyw Keprníka (cz. Keprnická hornatina), a jednocześnie przy granicy z sąsiednim pasmem o nazwie Hanušovická vrchovina, leżąca na jego grzbiecie głównym, biegnącym od przełęczy Červenohorské sedlo do przełęczy Ramzovskiej (cz. Ramzovské sedlo), leżąca na tym grzbiecie jako ostatnia – przy przełęczy Ramzovskiej. Z uwagi na swoje ukształtowanie i wysokość jest górą trudno rozpoznawalną, która w porównaniu ze znacznie wyższymi górami tego pasma, utrudnia jej identyfikację. Z przebiegającej blisko niej drogi nr 369 Lipová-lázně – Olšany można ją dostrzec z miejscowości Ostružná czy też z osady Ramzová, z której jest najlepiej rozpoznawalna. Z drogi okalającej połać szczytową góry Pradziad jest niewidoczna, przysłonięta znacznie wyższą górą Červená hora, a z innego charakterystycznego punktu widokowego – z drogi okalającej szczyt góry Dlouhé stráně jest również niewidoczna, przysłonięta górą Vozka. W rozpoznaniu jednak najlepiej posiłkować się dostępnymi mapami ułatwiającymi jej bliższą lokalizację.
Górę ograniczają: od południowego wschodu i południa dolina potoku o nazwie Klepáčský potok, od południowego zachodu graniczna przełęcz o wysokości 692 m n.p.m. w kierunku szczytu Prostřední stráň (szczyt leży w paśmie Hanušovická vrchovina), od zachodu dolina rzeki Branná, od północnego zachodu dwie przełęcze, pierwsza – Ramzovska w kierunku szczytu Klín i druga o wysokości 758 m n.p.m. w kierunku szczytu Ovčí vrch (2), od północy nienazwany potok, będący jednym z dopływów potoku o nazwie Ramzovský potok oraz od północnego wschodu przełęcz o wysokości 1070 m n.p.m. w kierunku szczytu Mračná hora. W otoczeniu góry znajdują się następujące szczyty: od północnego wschodu Mramorový vrch–JZ (szczyt leży w paśmie Góry Złote (cz. Rychlebské hory)), Obří skály, Mračná hora i Šerák–JZ, od południowego wschodu Keprník, Keprník–JV i Vozka, od południa Polom i Černá stráň–S, od południowego zachodu Troják, Troják–SZ, Tři kameny, Ptačí pláň, Prostřední stráň i Pod nádražím, od zachodu nienazwany szczyt o wysokości 749 m n.p.m., od północnego zachodu Stráž–JV, nienazwany szczyt o wysokości 781 m n.p.m. (siedem ostatnich szczytów leży w paśmie Hanušovická vrchovina), Klín (szczyt leży w paśmie Góry Złote) i Ovčí vrch (2) oraz od północy Vápenný kopec (szczyt leży w paśmie Góry Złote).

### Stoki

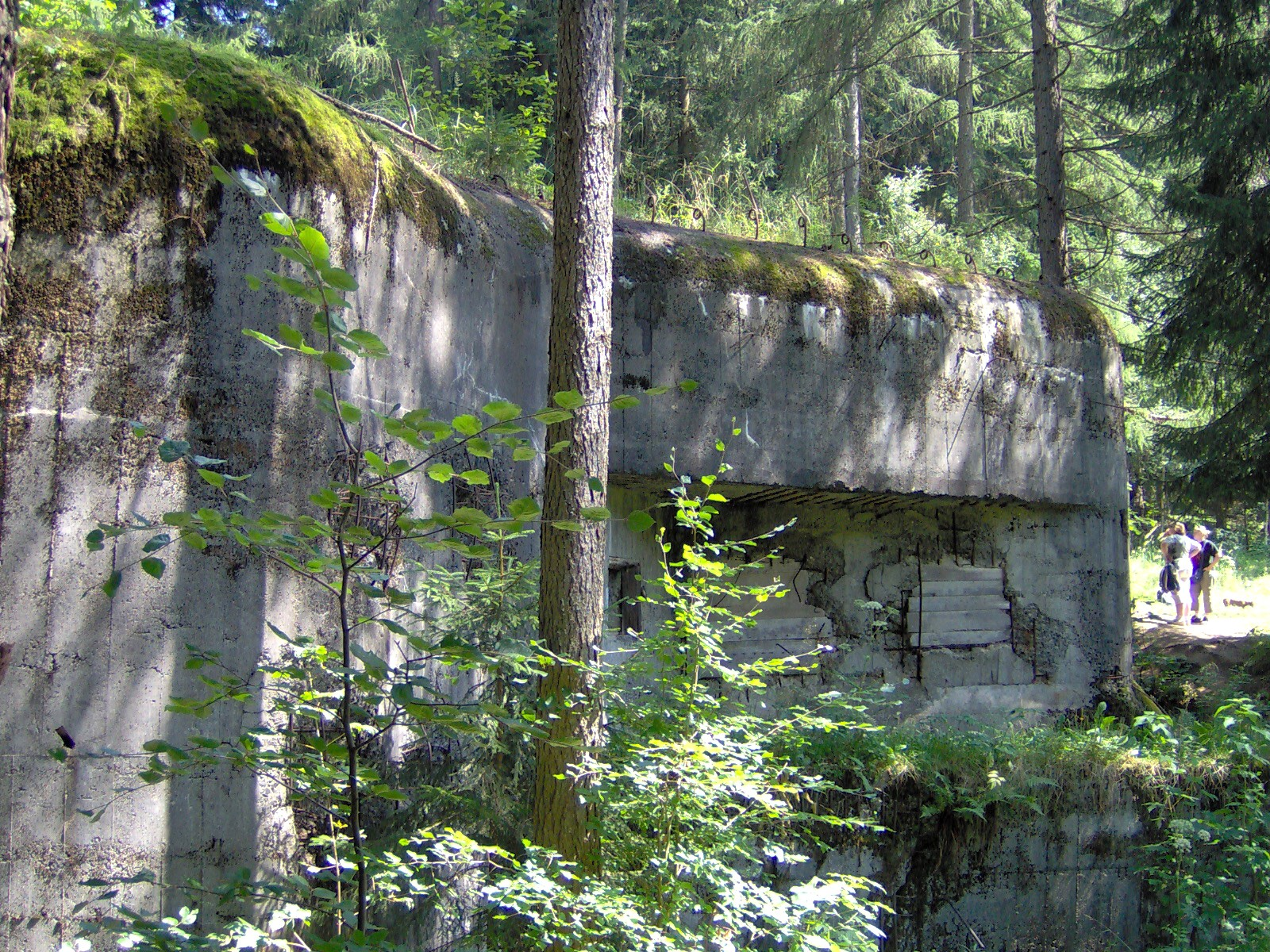
Bunkier Pěchotní srub STM 52 Obora (2009 rok)

W obrębie góry można wyróżnić sześć następujących zasadniczych stoków :
- południowo-wschodni
- południowy
- południowo-zachodni o nazwie Farský vrch
- zachodni
- północno-zachodni
- północno-wschodni

Występują tu wszystkie typy zalesienia: bór świerkowy, las mieszany oraz las liściasty, przy czym dominuje zalesienie gęstym borem świerkowym. Na wszystkich stokach poza borem świerkowym, występują oprócz stoku północno-zachodniego i północno-wschodniego, wraz z obniżaniem wysokości obszary lasu mieszanego, na stokach południowo-zachodnim, zachodnim i północno-zachodnim połacie lasu liściastego, a u podnóży stoków południowo-zachodniego, zachodniego i północno-zachodniego pojawiają się nawet łąki. Na niemalże wszystkich stokach występują niewielkie polany, a na stoku północno-zachodnim znaczne przecinki stokowe, na których wytyczono narciarskie trasy zjazdowe wraz z towarzyszącymi im wyciągami. Wzdłuż stoku południowo-zachodniego występują liczne grupy skalne, a na stoku południowym, blisko drugorzędnego szczytu Černava–JZ dwa większe pojedyncze skaliska oraz u podnóży stoków południowo-zachodniego i zachodniego niewielkie obszary głazowisk. U podnóży stoków południowo-zachodniego i zachodniego w miejscowości Ostružná, przebiega sieć napowietrznej linia przesyłowej prądu o napięciu 22 kV. Wzdłuż stoku południowo-zachodniego w 1938 roku wybudowano sieć betonowych bunkrów dla wojsk piechoty, oznaczonych jako (cz. Pěchotní srub STM 52 Obora). Ponadto u podnóża stoku północno-zachodniego, przy osadzie Ramzová znajduje się stacja Pogotowia Górskiego (cz. Stanice HS Ramzová). Natomiast w odległości około 730 m na północny zachód od szczytu (stok północno-zachodni), blisko czerwonego szlaku turystycznego  oraz źródła o nazwie (cz. Dobrá Voda), postawiono kamienną, niewielką kapliczkę o nazwie (cz. Svatá Voda).
Stoki mają stosunkowo jednolite i zróżnicowane nachylenia. Średnie nachylenie stoków waha się bowiem od 6° (stok północno-wschodni) do 18° (stok południowo-wschodni). Średnie nachylenie wszystkich stoków góry (średnia ważona nachyleń stoków) wynosi około 12°. Maksymalne średnie nachylenie stoku południowego, na wysokościach około 890 m n.p.m., przy grupie skalnej, na odcinku 50 m nie przekracza 40°. Stoki pokryte są siecią dróg oraz na ogół nieoznakowanych ścieżek i duktów. Przemierzając je zaleca się korzystanie ze szczegółowych map, z uwagi na zawiłości ich przebiegu, zalesienie oraz zorientowanie w terenie.

### Szczyt główny

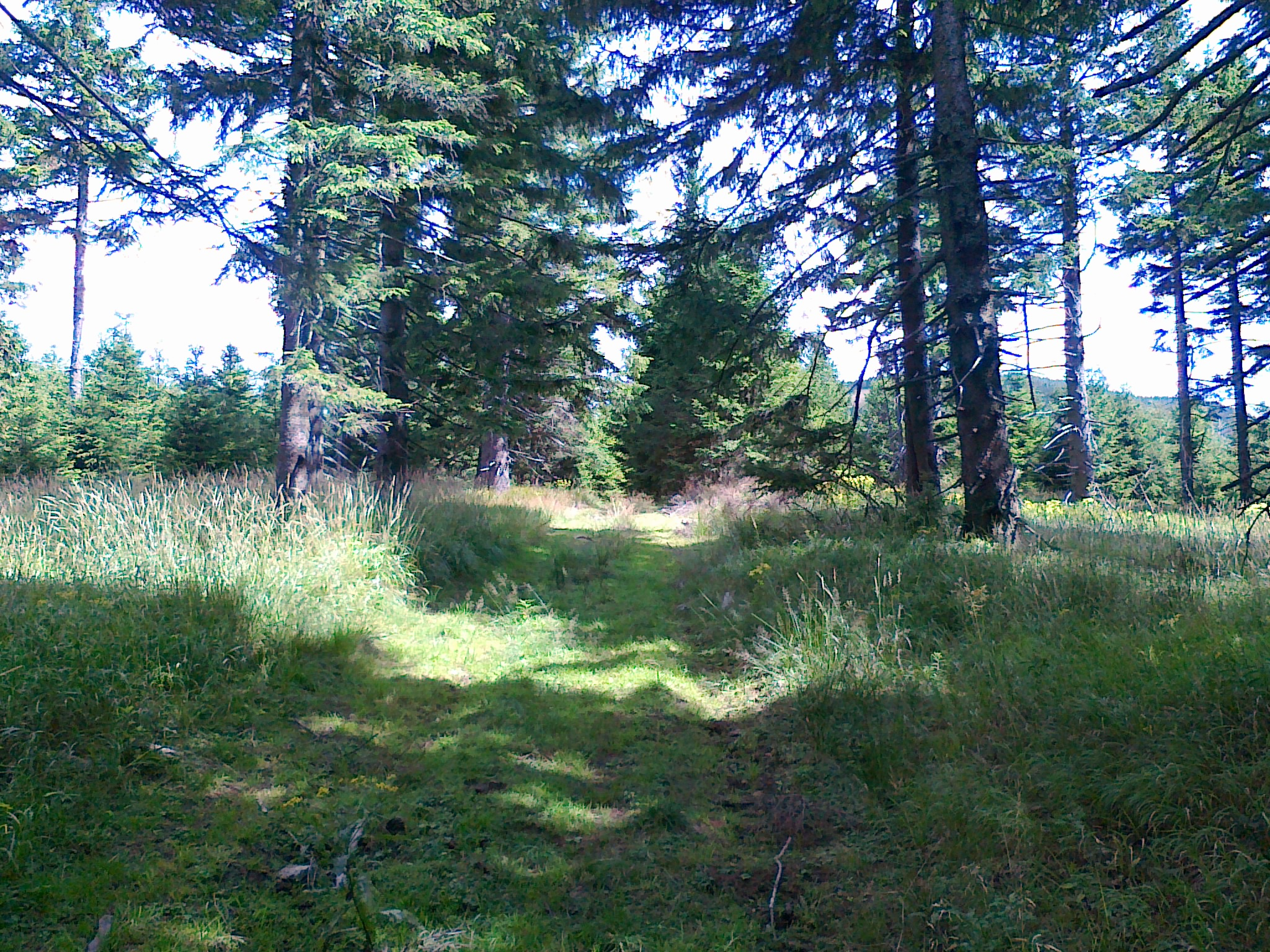
Widok na kopułę szczytową góry Černava (2019 rok)

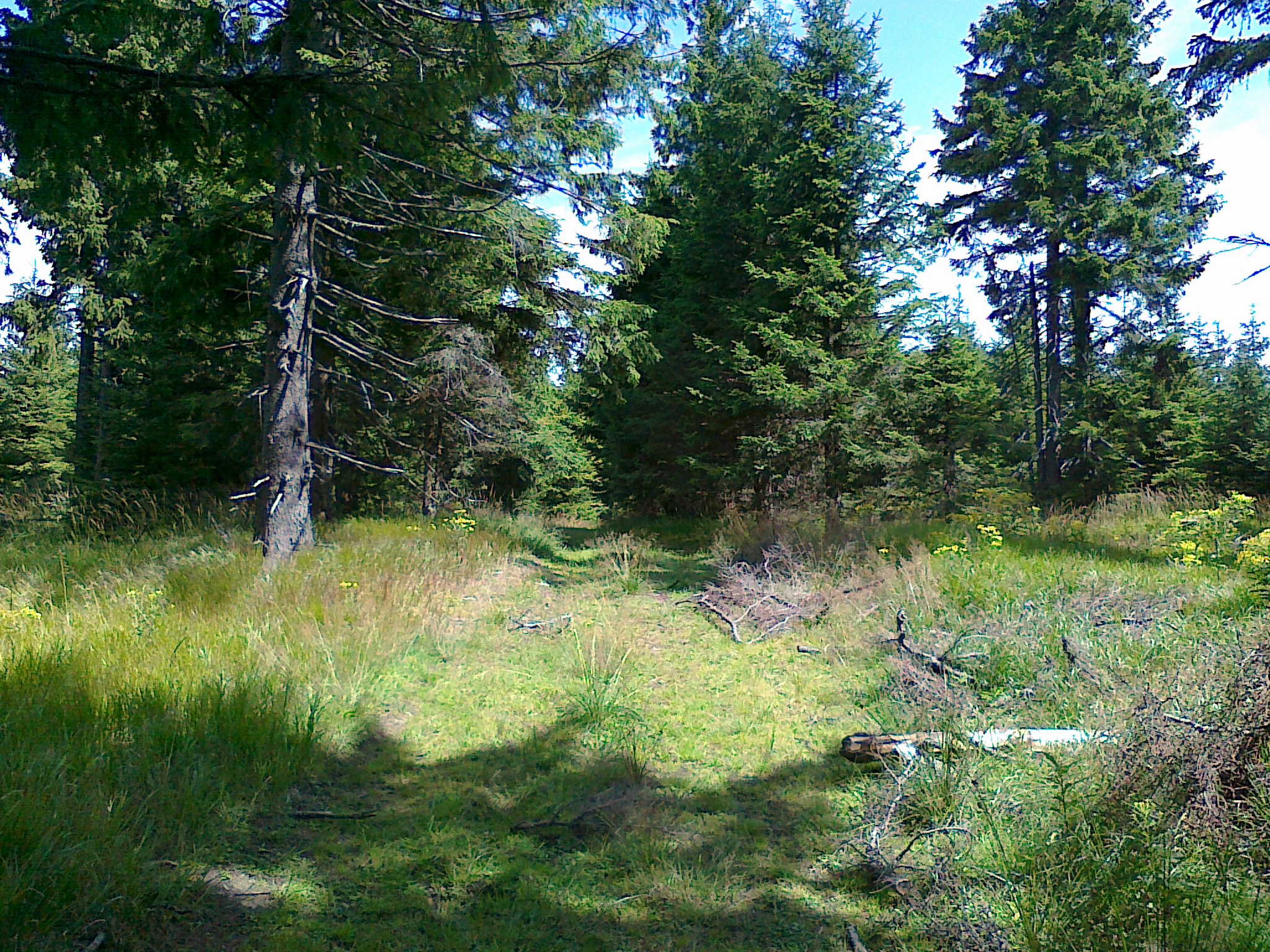
Połać szczytowa góry Černava (2019 rok)

Na szczyt główny nie prowadzi żaden znakowany szlak turystyczny. Szczyt góry znajduje się blisko głównej drogi grzbietowej (oznaczonej dwoma poziomymi białymi paskami na pniach drzew) łączącej oba szczyty główny i drugorzędny, wśród zalesienia boru świerkowego, pokryty trawą wysokogórską. Z uwagi na zalesienie nie jest on punktem widokowym. Na szczycie znajduje się punkt geodezyjny, oznaczony na mapach geodezyjnych numerem (15.1), o wysokości 1103,0 m n.p.m. oraz współrzędnych geograficznych (50°10′45,78″N 17°04′43,70″E/50,179383 17,078806), a ponadto w odległości około 20 m na południowy zachód od szczytu drugi punkt geodezyjny, oznaczony na mapach geodezyjnych numerem (15.2), o wysokości 1102,6 m n.p.m. oraz współrzędnych geograficznych (50°10′45,47″N 17°04′42,76″E/50,179297 17,078544), ale trudno je odnaleźć (2019 rok).
Dojście do szczytu następuje ze skrzyżowania turystycznego o nazwie (cz. Nad Dobrou vodou), od którego prowadzi nieoznakowana ścieżka, którą należy przejść odcinek o długości około 250 m, dochodząc do skrzyżowania z główną drogą grzbietową w pobliżu chaty o nazwie Ramzovská chata. Następnie należy skręcić w lewo i idąc główną drogą grzbietową przejść odcinek o długości około 720 m, dochodząc do połaci szczytowej. Możliwe jest dojście alternatywne m.in. z czerwonego szlaku turystycznego  oraz przystanku turystycznego Černava (lan.).

### Szczyt drugorzędny
Černava jest górą o podwójnym szczycie. W odległości około 1,2 km na południowy zachód od szczytu głównego można wyróżnić drugorzędny szczyt określony jako Černava–JZ o wysokości 950 m n.p.m. i współrzędnych geograficznych (50°10′22,8″N 17°03′50,2″E/50,173000 17,063944), oddzielony od szczytu głównego mało wybitną przełęczą o wysokości 941 m n.p.m.. Szczyt drugorzędny Černava–JZ zlokalizowany jest na skraju niewielkiej polany, blisko grzbietowej drogi głównej, która biegnie przez przełęcz ze szczytem głównym oraz ze szczytu głównego. Z uwagi na zalesienie nie jest on punktem widokowym. Na połaci szczytu drugorzędnego znajduje się punkt geodezyjny, oznaczony na mapach geodezyjnych numerem (21.), o wysokości 946,51 m n.p.m. oraz współrzędnych geograficznych (50°10′23,71″N 17°03′51,57″E/50,173253 17,064325), oddalony o około 43 m na północny wschód od szczytu drugorzędnego.

### Geologia
Pod względem geologicznym masyw góry Černava należy do jednostki określanej jako kopuła Keprníka i zbudowany jest ze skał metamorficznych, głównie: fyllitów (biotytów), erlanów, amfibolitów, blasto-mylonitów, łupków metamorficznych oraz częściowo marmurów. W strukturze geologicznej występują również częściowo domieszki minerałów szlachetnych takich jak np.: staurolit, andaluzyt, granat czy sillimanit.

### Wody

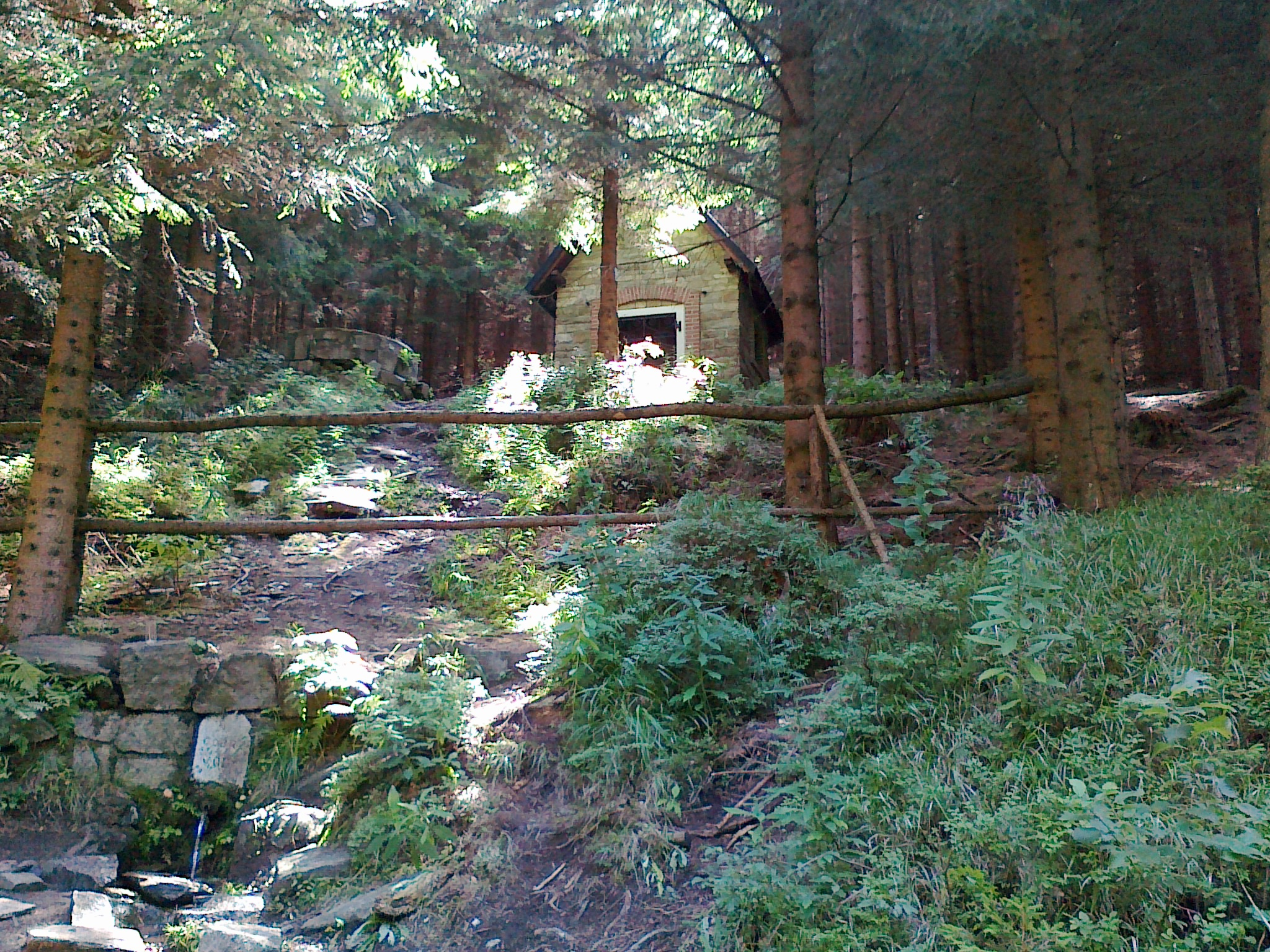
Źródło Dobrá Voda, powyżej widoczna kapliczka Svatá Voda (2019 rok)

Grzbiet główny (grzebień) góry Pradziad, biegnący od przełęczy Skřítek do przełęczy Červenohorské sedlo oraz dalej do przełęczy Ramzovskiej (cz. Ramzovské sedlo) jest częścią granicy Wielkiego Europejskiego Działu Wodnego, dzielącej zlewiska Morza Bałtyckiego i Morza Czarnego . 
Niemalże wszystkie stoki góry Černava są położone na południe od tej granicy, należą więc do zlewni Morza Czarnego, do którego płyną wody m.in. z dorzecza rzeki Dunaju, będącej przedłużeniem płynących z tej części Wysokiego Jesionika rzek czy górskich potoków (m.in. rzeki Branná oraz jej krótkich nienazwanych potoków stokowych czy potoku o nazwie Klepáčský potok z jego krótkimi nienazwanymi potokami stokowymi). Pozostałe niewielkie fragmenty stoku północno-zachodniego, biegnące mniej więcej od szczytu przez wytyczone narciarskie trasy zjazdowe do przełęczy Ramzovskiej, należą do zlewni Morza Bałtyckiego, do którego płyną wody m.in. z dorzecza rzeki Odry, będącej przedłużeniem m.in. potoku o nazwie Ramzovský potok. Z uwagi na stosunkowo łagodne nachylenia stoków, w obrębie góry nie występują m.in. wodospady czy kaskady. Ponadto na stokach występują liczne źródła.
| Źródła na stokach góry Černava |            |                         |                               |                                           |
| Lp.                            | Źródło     | Odległość od szczytu m  | Wysokość bezwzględna m n.p.m. | Współrzędne geograficzne                  |
| 1                              | Dobrá Voda | 730 na północny zachód  | 910                           | 50°11′04″N 17°04′20″E/50,184444 17,072222 |
| 2                              | Studánka   | 1770 na północny zachód | 756                           | 50°11′34″N 17°03′57″E/50,192778 17,065833 |
| 3                              | Studánka   | 690 na zachód           | 970                           | 50°10′43″N 17°04′08″E/50,178611 17,068889 |

## Ochrona przyrody
Cała góra znajduje się w obrębie wydzielonego obszaru objętego ochroną o nazwie Obszar Chronionego Krajobrazu Jesioniki (cz. Chráněná krajinná oblast (CHKO) Jeseníky), a utworzonego w celu ochrony utworów skalnych, ziemnych i roślinnych oraz rzadkich gatunków zwierząt. Na stokach nie utworzono żadnych rezerwatów przyrody lub innych obiektów nazwanych pomnikami przyrody. U podnóża stoku zachodniego, w odległości około 2,1 km na południowy zachód od szczytu, na wysokości około 682 m n.p.m., w miejscowości Ostružná, blisko rzeki Branná znajduje się drzewo – lipa szerokolistna o wysokości około 19 m i obwodzie pnia około 493 cm, uznane w 1982 roku za pamiątkowe.

### Ścieżki dydaktyczne
Wzdłuż czerwonego szlaku turystycznego  utworzono ścieżkę dydaktyczną o nazwie (cz. NS S Koprníčkem na výlet Keprnickými horami) na trasie:
 Červenohorské sedlo – Ramzová (z 13 stanowiskami obserwacyjnymi)
Ponadto u podnóża stoku południowo-zachodniego przebiega fragmentarycznie utworzona inna ścieżka dydaktyczna o nazwie (cz. NS Pasák) na okrężnej trasie:
 Branná – pomnik przyrody Pasák – Branná (z 14 stanowiskami obserwacyjnymi)

## Turystyka

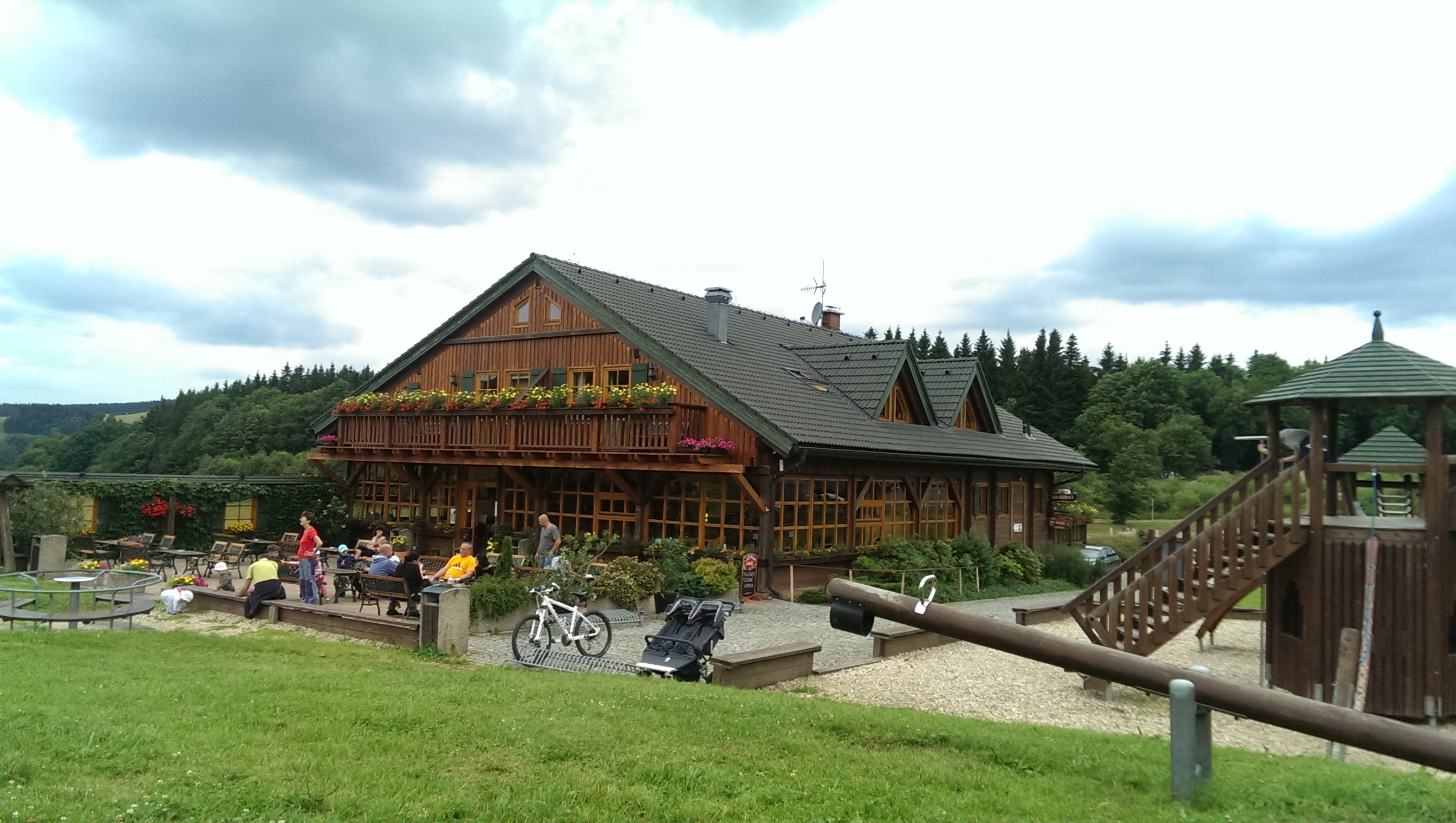
Pensjonat Penzion Haltmar w osadzie Ramzová (2016 rok)

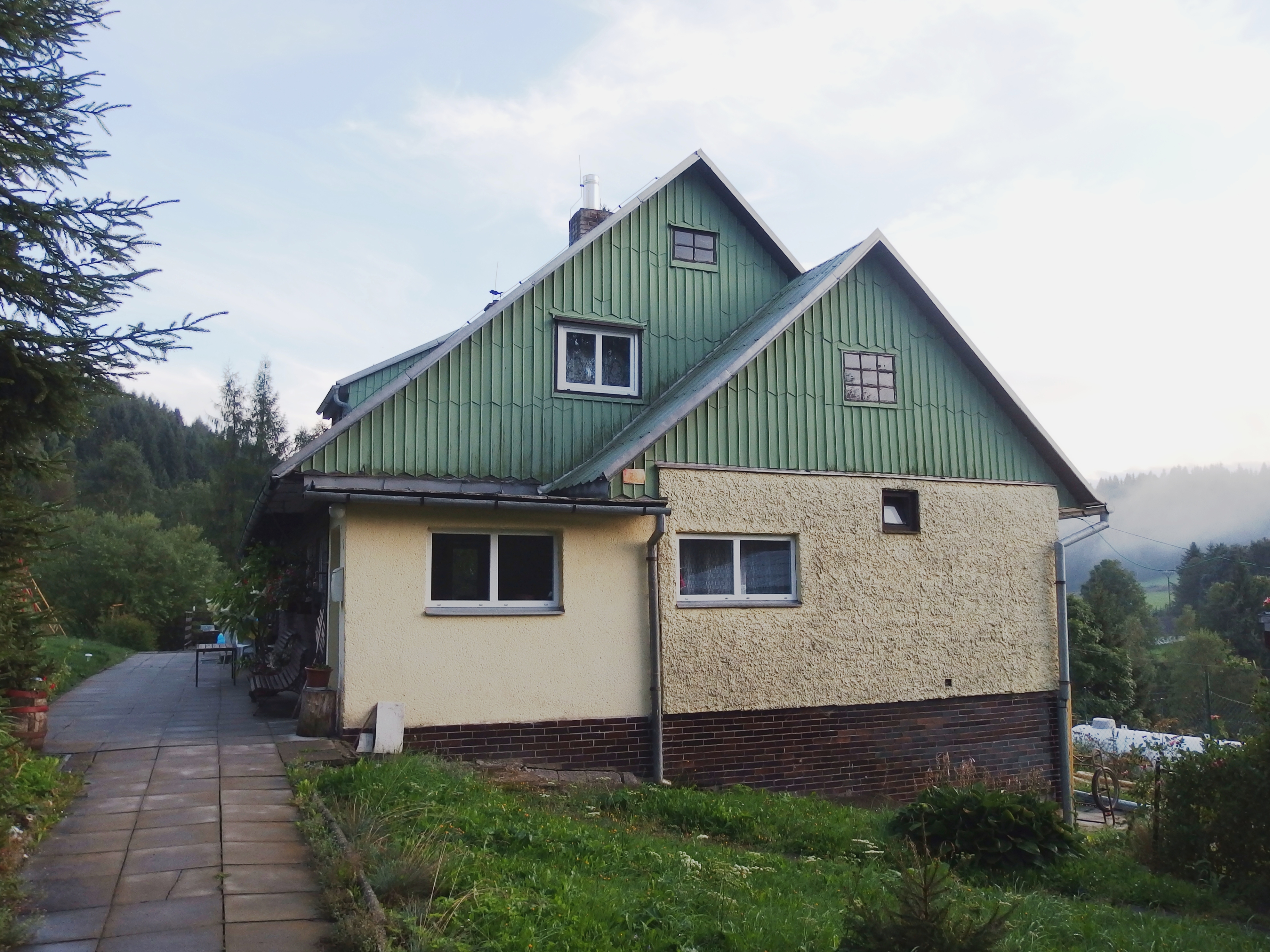
Pensjonat Chata U Studánky w miejscowości Ostružná (2014 rok)

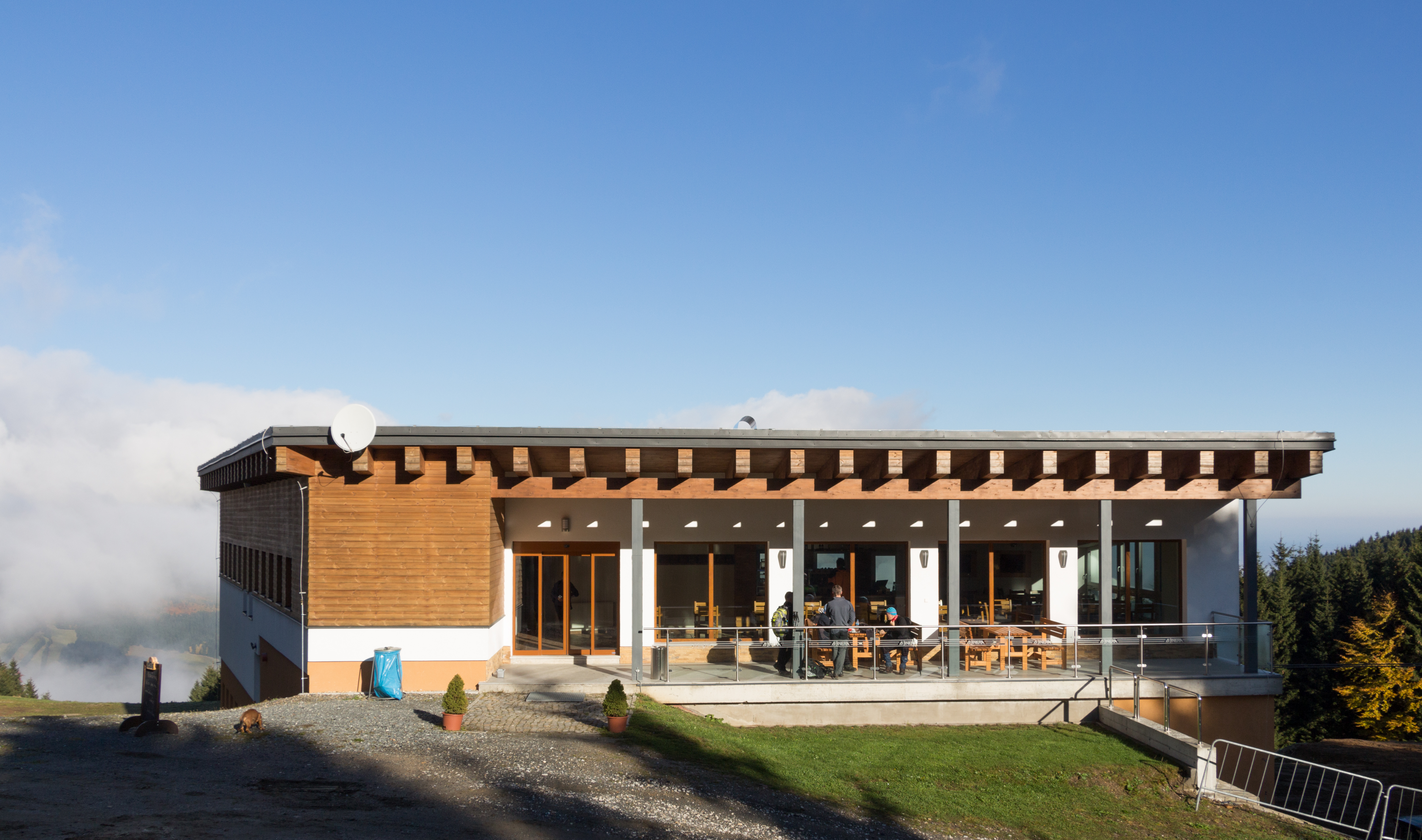
Kawiarnia „Lilly” na górze Černava (2016 rok)

Góra Černava jest miejscem aktywnego uprawiania turystyki pieszej, rowerowej czy narciarskiej. Do najbliższej miejscowości Ostružná oraz jej części – osady Ramzová z bazą hoteli i pensjonatów jest od szczytu około 2 km w kierunku północno-zachodnim, do miejscowości Branná z bazą hoteli i pensjonatów około 5 km w kierunku południowo-zachodnim, do miejscowości Lipová-lázně z bazą hoteli i pensjonatów około 7 km w kierunku północno-wschodnim, do miejscowości Bělá pod Pradědem z bazą pensjonatów około 8,5 km w kierunku wschodnim, a do bazy turystycznej na przełęczy Červenohorské sedlo z hotelem górskim Červenohorské Sedlo jest od szczytu około 8 km w kierunku południowo-wschodnim. Ponadto w odległości około 2,3 km na północny wschód od szczytu, znajduje się jedyne czynne schronisko turystyczne – chata Jiřího na Šeráku.
U podnóży stoków znajdują się następujące pensjonaty:
- Branná: Penzion La Baita
- Ostružná: Apartmány Ostružná, Chata U Studánky i Penzion Sport
- Ramzová: Bonera - Chata U lanové dráhy, Chata Ramzová, Penzion Haltmar, Penzion Max - Bonera, Penzion Neubauer i Srub u lanovky

Najłatwiejszy dostęp na szczyt następuje kolejką linową z osady Ramzová. Znajdują się tam dwa parkingi dla zmotoryzowanych turystów. Kolejka została otwarta w 1981 roku. Dolna część na trasie Ramzová – góra Černava została odnowiona w 1996 roku i ma długość 1459 m z wyciągiem 4-krzesełkowym, górna część natomiast na trasie góra Černava – góra Šerák ma długość 1810 m z wyciągiem 2-krzesełkowym.
Kluczowym punktem turystycznym jest skrzyżowanie turystyczne położone w odległości około 660 m na zachód od szczytu, o nazwie (cz. Nad Dobrou vodou) z podaną na tablicy informacyjnej wysokością 975 m, od którego rozchodzą się szlaki turystyczne, szlak rowerowy i ścieżka dydaktyczna. Ponadto w odległości około 280 m na północny wschód od szczytu przy czerwonym szlaku turystycznym , położony jest przystanek turystyczny o nazwie (cz. Černava (lan.)) z podaną na tablicy informacyjnej wysokością 1065 m, w pobliżu którego znajduje się kawiarnia o nazwie „Lilly” (cz. Kavárna Lilly na Čerňavě), mogąca pomieścić 43 gości, oraz blisko tego przystanku postawiono w 2015 roku betonowy pomnik z sylwetką kozicy.

### Chaty łowieckie

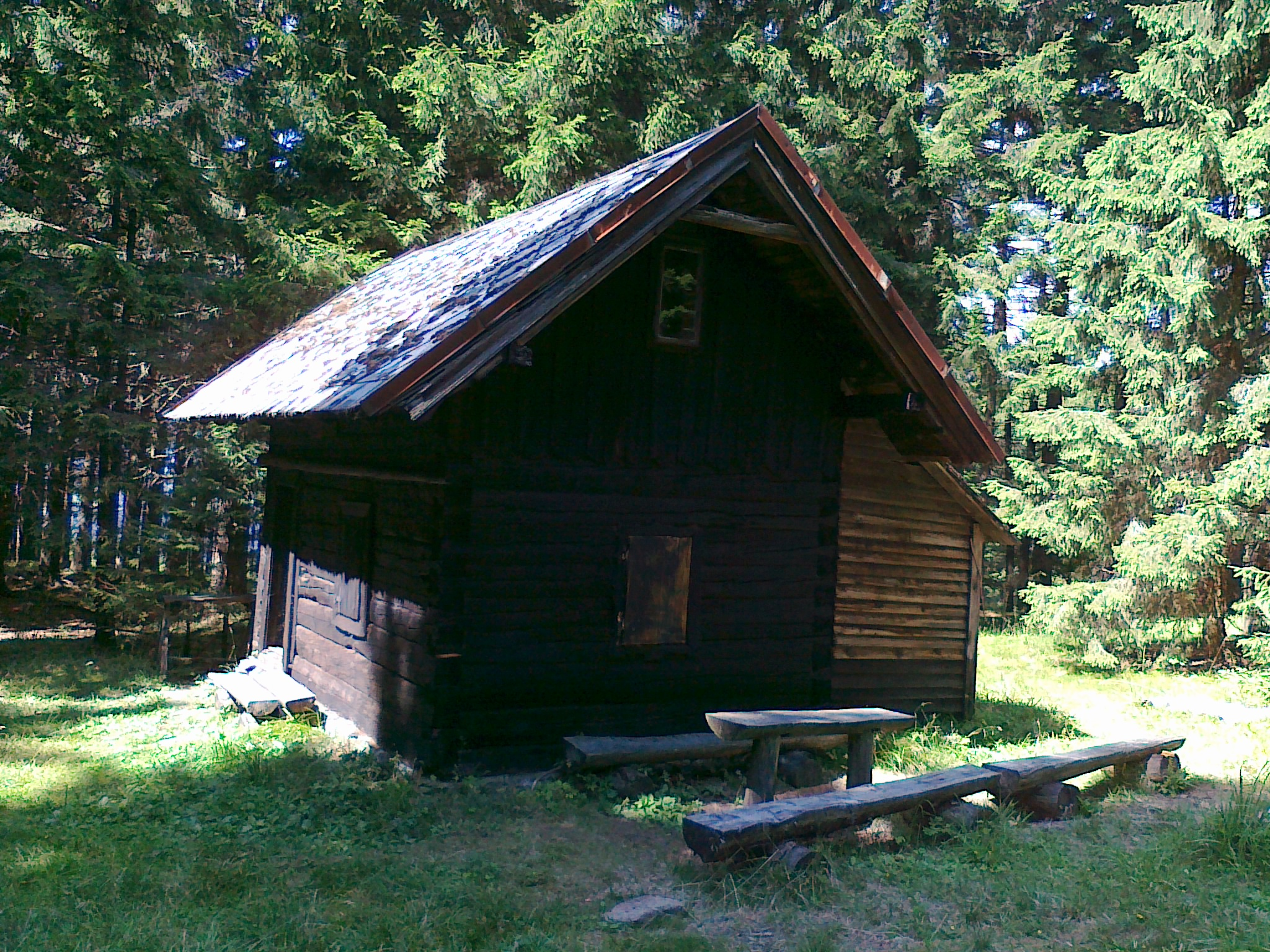
Ramzovská chata (2019 rok)

Na stokach góry położone są dwie chaty, ale nie mają one charakteru typowych schronisk turystycznych, zalicza się je do tzw. chat łowieckich.
| Chaty na stokach góry Černava |                 |                          |                                                                              |                                               |
| Lp.                           | Chata           | Odległość od szczytu m   | Lokalizacja                                                                  | Współrzędne geograficzne                      |
| 1                             | Dembauda (2)    | 890 na południowy wschód | podnóże stoku południowego, blisko potoku o nazwie Klepáčský potok           | 50°10′17,5″N 17°04′53,7″E/50,171528 17,081583 |
| 2                             | Ramzovská chata | 690 na południowy zachód | stok południowo-zachodni, blisko skrzyżowania turystycznego Nad Dobrou vodou | 50°10′38,3″N 17°04′09,8″E/50,177306 17,069389 |

### Szlaki turystyczne
Klub Czeskich Turystów (cz. Klub Českých Turistů) wytyczył cztery szlaki turystyczne na trasach:
 Červenohorské sedlo – góra Červená hora – źródło Vřesová studánka – przełęcz Sedlo pod Vřesovkou – Keprník–JV – Trojmezí – szczyt Keprník – przełęcz Sedlo pod Keprníkem – góra Šerák – Mračná hora – góra Černava – Ramzová
 Przełęcz Ramzovska – przystanek kolejowy Ramzová – góra Černava – Obří skály
 Ostružná – dolina rzeki Branná – Branná
 Nad Dobrou vodou – góra Černava – Černava–JZ – Nad Splavem

### Szlaki rowerowe
Przez stoki poprowadzono dwa szlaki rowerowe na trasach:
 Spojená cesta – góra Ztracený vrch – góra Zaječí hora – Šumná–JV – góra Šumná – góra Nad Borovým – dolina potoku Borový potok – Bělá pod Pradědem – góra Žalostná – góra Šumný – przełęcz Sedlo pod Keprníkem – góra Šerák – Mračná hora – góra Černava – Ostružná – Petříkov
 Adolfovice – dolina potoku Javořický potok – przełęcz Sedlo pod Javoříkem – góra Miroslav – góra Šerák – góra Obří skály – góra Černava – Ramzová – góra Klín – góra Klínec – góra Mramorový vrch – góra Kopřivný – góra Oblý vrch – góra Lví hora – góra Smrek – Luční vrch

### Trasy narciarskie i kartingowe
W okresach ośnieżenia w obrębie góry można skorzystać z wytyczonych na szlakach turystycznych i rowerowych tras narciarstwa biegowego, z wyznaczoną wzdłuż czerwonego szlaku turystycznego , trasą o nazwie tzw. (cz. Jesenická magistrála).
Na stokach góry Černava zlokalizowano również trasy narciarstwa zjazdowego, wchodzące w skład dwóch ośrodków narciarskich o nazwach (cz. Skiareál Bonera – Ramzová) oraz (cz. Ski arena R3 - Ramzová).
| Główne trasy narciarstwa zjazdowego z wyciągami z góry Černava |                    |                 |                     |                               |                   |
| Lp.                                                            | Trasa i oznaczenie | Długość trasy m | Różnica wysokości m | Rodzaj wyciągu                | Długość wyciągu m |
| 1                                                              | 1                  | 340             | 120                 | orczykowy                     | 500               |
| 2                                                              | 1                  | 1400            | 272                 | 4-krzesełkowy                 | 1459              |
| 3                                                              | 2                  | 1300            | 272                 | 4-krzesełkowy                 | 1459              |
| 4                                                              | 6                  | 3260            | 550                 | 4-krzesełkowy i 2-krzesełkowy | 1459 i 1810       |
| 5                                                              | 7                  | 400             | 20                  | orczykowy                     | 500               |
| 6                                                              | Skiarena R3        | 560             | 90                  | krzesełkowy                   | 560               |

Ponadto nad pensjonatem Penzion Haltmar na stoku góry Černava wybudowano specjalne torowisko do tzw. snowtubingu lub tzw. snowcartu (okres ośnieżenia) oraz specjalny tor do górskigo kartingu (od maja do października).
| Trasy snowtubingu lub snowcartu i kartingu górskiego z góry Černava |            |                 |                   |
| Lp.                                                                 | Oznaczenie | Długość trasy m | Długość wyciągu m |
| 1                                                                   | lub        | 500             | 350               |
| 2                                                                   |            | 855             | 350               |